# Nice People
«Nice People» — французское телевизионное реалити-шоу производства компании «Endemol», демонстрировалось на  канале TF1 весной — летом 2003 года.

## Название
Как и в предшествовавшем реалити-шоу «Loft Story», название выбрано на английском и содержит игру слов. В «Loft Story» обыгрывалось созвучие loft story («история одного лофта») и love story («история одной любви»). В новом шоу той же компании «Endemol France» обыгрывается название места событий (фешенебельная вилла в Ницце, фр. и англ. Nice) и английское слово nice (милый, приятный). Общий перевод мог быть «Милые люди в Ницце».

## Структура шоу
Реалити-шоу «Nice People» является очередной модификацией французского же «Loft Story», шедшего по телеканалу M6 в 2001—2002 годах. И оба относятся к популярной голландской франшизе «Большой брат». Столь большое сходство с собственным шоу вызвало раздражение у руководства канала M6, представители которого с началом выхода «Nice People» грозили обратиться в суд для защиты от недобросовестной конкуренции, однако намерение так и осталось нереализованным.
Общий сюжет нового шоу должен был напоминать французскому зрителю прошлогодний (2002 года) фильм «Испанская гостиница». На фешенебельной вилле на Лазурном Берегу в Ницце собраны 12 молодых людей. Эти шестеро мужчин и шесть женщин представляют 11 разных стран Европы (Италию представляли двое), и в течение двух с половиной месяцев они теперь должны прожить в одном месте под круглосуточным наблюдением 50 скрытых камер. Еженедельные выпуски шоу выходили в субботний прайм-тайм в 18:00. Также все желающие могли оформить платную подписку на специальный спутниковый канал и наблюдать за жизнью на вилле 24 часа в сутки.
Еженедельно на виллу прибывают очередные «гости недели»: известные французскому телезрителю деятели культуры. Гости общаются с участниками шоу и ставят им различные задания. Каждую субботу все участники (обязательно) и гости недели (по желанию) голосуют против других участников шоу. Двое участников (иногда трое и один раз четверо), набравшие больше всего голосов «против», представляются на суд телезрителей, которые могут подавать «голоса за спасение». Набравший меньше всех голосов в телеголосовании покидает шоу. Так до тех пор, пока на вилле не останется лишь двое участников, из которых на финальном голосовании выбирается победитель, получающий призовые 300 000 евро.

## Участники и ход шоу
| Имя (пол)    | Оригинал имени           | Страна         | Результат    |
| ------------ | ------------------------ | -------------- | ------------ |
| Серена (ж)   | Serena Reinaldi          | Италия         | победа       |
| Хелдер (м)   | Helder Silva             | Португалия     | второе место |
| Катрин (ж)   | Katrin Jeckstat          | Германия       | 10-я неделя  |
| Раймондо (м) | Raimondo Palermo         | Италия         | 9-я неделя   |
| Элеанор (ж)  | Eleanor Legge-Bourke     | Великобритания | 8-я неделя   |
| Мишель (м)   | Michael Darchambeau      | Бельгия        | 7-я неделя   |
| Налле (м)    | Nallé Grinda             | Швеция         | 6-я неделя   |
| Каролина (ж) | Karolina Bomba-Petrajtis | Польша         | 5-я неделя   |
| Проспер (м)  | Prosper Masquelier       | Франция        | 4-я неделя   |
| Антти (м)    | Antti Timonen            | Финляндия      | 3-я неделя   |
| Елена (ж)    | Elena Lenina             | Россия         | 2-я неделя   |
| Ракель (ж)   | Raquel Morcillo          | Испания        | 1-я неделя   |

## Гости шоу
| Гости недели                                         | Неделя |
| ---------------------------------------------------- | ------ |
| актриса Офелия Винтер                                | 1      |
| рэпер Д-р Гинеко́                                     | 2      |
| режиссёр Кристоф Дешаван                             | 3      |
| женское трио «Les Models» и актёр Жан-Паскаль Лакост | 4      |
| актриса Марева Галантер и певец Жильбер Монтане      | 5      |
| боксёр Брахим Аслум и телеведущая Софи Фавье         | 6      |
| комик Смен Феруз                                     | 7      |
| комик Мете Монсо и американская певица Диана Джонс   | 8      |
| автор-исполнитель Франсис Лалан                      | 9      |
| —                                                    | 10     |

## Популярность и аудитория
В среднем каждый субботний выпуск реалити-шоу смотрели 3,2 миллиона телезрителей. Наибольшее число собрал выпуск первой недели шоу, который смотрели 6,8 миллионов человек, 34,9 % всех подписчиков канала TF1 на тот момент. 50 % процентов смотрящих составляла публика от 15 до 24 лет.

## Карьеры участников после шоу
- Победительнице реалити-шоу 2003 года итальянке Серене Рейнальди прочили артистическую карьеру, но в итоге ей удалось получить лишь несколько небольших ролей в театре. Также в 2006 она получила эпизодическую роль в сериале «Весёлые и загорелые». Как отмечает обозреватель в 2009 году, «трудно назвать это ролью всей жизни...»[6]. Однако в 2012 году Серена всё же получила одну из главных ролей во французском телесериале «Интерпол[фр.]» на канале TF1[7].
- Лена Ленина (выбыла на 2-й неделе) вернулась к съёмкам в главной роли в фильме «Жил да был... Иоганн Себастьян Бах», который вышел на экраны Франции в августе того же года.
- Один из двух ведущих реалити-шоу из центральной студии Артур (Жак Эссебаг) не слишком любит вспоминать о работе в шоу. Он считает ту работу не соответствующей ни его истинным вкусам, ни его пониманию задач шоу на телевидении. Изначально в центральной студии должна была работать только Флави́ Флама́н (Flavie Flament), но за две недели до начала выпусков дирекция канала решила использовать стандартную пару ведущих (мужчина и женщина) и предложила ему эту позицию. Как лояльный сотрудник канала он не мог отказаться, но и 10 лет спустя с радостью вычеркнул бы эту работу из своей творческой карьеры[8].

## Отражение в культуре
- Параллельно с реалити-шоу популярные французские комики Данни Бун, Гад Эльмалех, Франк Дюбок и Эли Семун[фр.] вели пародийное скетч-шоу по темам очередного выпуска[9].
- Бывшая участница Лена Ленина через год после шоу опубликовала книгу «Cours, cours, camarade! De la Sibérie à „Nice People“:  l'itinéraire d'une nouvelle Russe»[10] («Беги, беги, товарищ! Из Сибири к „Nice People“: путь одной новой русской») Первая часть названия отсылает французского читателя к лозунгу «Cours, camarade, le vieux monde est derrière toi!» («Беги, товарищ, старый мир позади тебя!»), популярному во время событий 1968 года. В ней Ленина рассказала о некоторых этапах своего пути из Новосибирского Академгородка к популярному шоу в Ницце.